# Olivier Guimond, père
Pour les articles homonymes, voir Olivier Guimond (homonymie).
Olivier Guimond, père (Ti-zoune), né le 18 mars 1893 à Sudbury, Ontario, mort à Montréal le 9 octobre 1954 , est un comédien, humoriste et meneur de revue burlesque très célèbre au Québec entre le milieu des années 1910 et la fin des années 1940. Il est le père du comédien Olivier Guimond et le grand-père de l'acteur spécialisé dans le doublage Richard Darbois.

## Biographie
Il débute très jeune sa carrière, en anglais. Il joue alors en duo avec Nosey Black, un artiste de vaudeville new-yorkais. Mais cette carrière débutante ne le fait pas vivre et il doit occuper d'autres emplois dont celui de cireur de chaussures à la Gare de train d'Ottawa.   
C'est là qu'Arthur Petrie (qui devint le mari de Juliette Petrie) découvrit Olivier Guimond lors d'une tournée en Ontario vers 1912. Alors qu'il attendait de prendre le train à la Gare d'Ottawa, il s'était arrêté pour cirer ses souliers. Le jeune homme qui lui cirait les chaussures était Olivier Guimond et il n'arrêtait pas de chanter et danser en faisant son travail. Arthur Petrie lui offrit un meilleur salaire et Olivier le suivit pour le reste de la tournée. Dès sa première présence, il obtient un tel succès qu'Arthur Petrie lui confie un rôle plus important et lui donne rapidement le nom de scène de "Ti-zoune" qu'avait eu avant lui un autre comique qui avait laissé le théâtre.
En quelques semaines, il devient une des vedettes de la troupe d'Arthur Petrie. Il y rencontre Effie MacDonald, danseuse, qu'il épouse en 1913. Olivier Guimond (fils) naît de cette union en 1914.
À la fin des années 1910, il codirige, avec Arthur Petrie, une troupe burlesque qui connut un grand succès. Toutefois, un différend amène Guimond à créer sa propre troupe. La séparation entre les deux partenaires fut difficile.
Leur fils (Olivier Guimond fils) les accompagne dans leurs tournées jusqu'à l'âge de sept ans (1921); ils le placent ensuite en pension au Mont-Saint-Louis de Montréal. 
Au départ (à la fin des années 1910 et au début des années 1920), sans doute influencé par le contexte de l'époque, son enfance franco-ontarienne et l'influence du burlesque américain, Ti-zoune jouait en anglais à Montréal même si son public était majoritairement francophone. Il fait la transition vers le français graduellement à partir du milieu des années 1920 et participe à la création d'un répertoire burlesque francophone. Il suivait ainsi les traces de son ancien associé Arthur Petrie qui avait commencé dès la fin des années 1910 à présenter des spectacles burlesques en français.  
En 1922, Guimond, surnommé maintenant par tous "Ti-zoune", forme donc sa propre troupe et fait des tournées pendant plusieurs années. Plusieurs vedettes participent aux spectacles et tournées de sa troupe, dont Rose Ouellette, dite La Poune, Manda Parent, Paul Desmarteaux, et la femme d’Olivier Guimond père, la danseuse Effie MacDonald.
Le burlesque (genre composé surtout de monologues humoristiques et de sketchs improvisés où l'effeuillage est exclu) domine la scène de Montréal de 1920 à 1950 avant que la télévision ne l'éclipse. Au départ présenté en anglais et lourdement influencé par le vaudeville américain, le burlesque doit son remarquable succès en français -  presque exclusivement à trois interprètes qui dirigèrent tous de nombreuses troupes de burlesques francophones: Arthur Petrie (mari de Juliette Petrie), Olivier Guimond, comique le plus populaire de l'époque, et un peu plus tard, Rose Ouellette (« La Poune »), qui apprend son art de Guimond et qui demeurera la reine du burlesque jusqu'à la disparition de la pratique scénique de ce genre théâtral. D'ailleurs, au début des années 1920, Olivier Guimond (père) a une influence marquante sur la carrière de Rose Ouellette, allant même jusqu'à lui trouver son nom de scène, « La Poune ». 
Selon Juliette Petrie et Jean Grimaldi, Olivier Guimond (père) a été et demeure le plus grand comique de l'histoire du burlesque canadien.
Guimond meurt d'un cancer à Montréal le 9 octobre 1954, à l'âge de 61 ans, à l'Hôpital Royal Victoria, après une année de maladie. Il est enterré au Cimetière Notre-Dame-des-Neiges, à Montréal.
- Jacques Cimon et Philippe Laframboise, Jean Grimaldi présente, René Ferron éditeur, 1973
- Juliette Petrie, Quand on revoit tout cela! Le burlesque au Québec. 1914-1960, Montréal, 1977
- Philippe Laframboise, "La Poune", Montréal, Éditions Héritage, 1978.
- Chantal Hébert, Le burlesque au Québec. Un divertissement populaire, Montréal, Éditions Hurtubise HMH, 1981.
- Chantal Hébert, Le burlesque québécois et américain, Les Presses de l'Université Laval, 1989.
- Luc Guimond, Olivier Guimond. Mon père, mon héros, Edimag, 1997
- Dictionnaire des artistes du théâtre québécois, Cahier de théâtre Jeu, 2008